# Дєрдь Бешшенєї
Дє́рдь Бе́шшенєї (також трапляються написання імені Дьєрдь, Дьордь та Дьйордь і написання прізвища Бешенєї, Бешеньєї та Бешшеньєї; угор. Bessenyei György; 1747, Берцелі — 24 листопада 1811, Баконшег) — угорський письменник, просвітитель.

## Життєпис
Народився в селі Берцелі. Під впливом ідей французького просвітництва створив драми «Трагедія Агіса» (1772), «Трагедія Буди й Аттіли» (1773), комедію «Філософ» (1777), а також перший угорський науково-фантастичний роман — сатиричний «антифеодальний» роман-фантасмагорію «Подорож Таріменеша» (угор. «Tarimenes utazása») (1804).
Автор праць на історичні та політичні теми. Основним завданням державної влади Бешшенєї вважав щастя народу, вимагав рівноправності громадян, справедливих законів. Боровся за створення національної літератури.